# Polska (dans)
De polska (Zweeds meervoud polskor) is een familie van muziek- en dansvormen die worden gedeeld door de Noordse landen. 
Noorse varianten zijn onder meer pols, rundom, springleik en springar. Op het eiland Fanø in Zuid-Denemarken is er de verwante dans sønderhoning. 

## Zweden
Zweden heeft een ononderbroken polska-traditie, met melodieën en stijlen die vaak worden doorgegeven binnen families. 
De polska is een koppeldans in een driedelige maatsoort. 
De dans bestaat uit een afwisseling tussen een wandelpas en een draaipas. De standaard pas is op de eerste en derde tel van de maat. De afwisseling tussen de wandelpas en de draaipas is naar eigen believen. 
Muzikanten tikken tijdens het spelen vaak met hun voeten op de eerste en derde tel, net zoals de dansers. 
Meestal wordt de polska gedanst tegen de klok in, zoals ook gebruikelijk is bij bijvoorbeeld de wals. De basis draaipas is met de klok mee, waarbij de paren naar elkaar kijken en een volledige rotatie maken per maat in de muziek. Er zijn veel variaties op de draaipas, onder andere een draai tegen de klok in. 
Er zijn verschillende polska stijlen, die in de muziek en/of dans variëren:
- De sextonsdelspolska of zestiende-noot polska wordt gespeeld en gedanst in een vloeiend karakter en zelfs ritme. Deze stijl was kenmerkend voor de muziek en dans in Zuid-Zweden en langs de oostelijke Baltische kust. In Småland en andere provincies in het zuiden van Zweden is er de variant van de slängpolska's waarbij het paar op een plek danste, vaak met ingewikkelde patronen van draaien vergelijkbaar met die in de Noorse springar.
- De åttondelspolska of achtste-noot polska komt voor in heel Zweden, maar zeker in Dalarna, waar uniek versies kunnen worden onderscheiden in gemeenschappen die slechts een paar kilometer van elkaar (bijv., Boda, Rättvik, Orsa).
- De triool polska staat in een ternaire maat is de stijl die het meest wordt gezien in de bergachtige westelijke delen van de provincies die grenzen aan Noorwegen: Värmland, westelijk Dalarna, Jämtland en Härjedalen.
- Asymmetrische polska’s, zoals met een vroege tweede tel uit het westen van Dalarna in Älvdalen en Transtrand of met een late derde in het zuiden van Dalarna.